# فيترا (أدوات صحية)
فيترا هي شركة تركية لتصنيع الأدوات الصحية وأثاث الحمامات والأواني النحاسية وبلاط السيراميك. وهي جزء من مجموعة إيكزاسيباشي، وهي شركة متعددة الجنسيات تعمل في مجال مواد البناء والمنتجات الاستهلاكية.
عملت الشركة مع مصممين مشهورين مثل روس لوفجروف (الذي أدى عمله إلى جائزة نقطة حمراء المرموقة ) و ماتيو ثون وأمبروجيو روساري وديزاين بيورو الألمانية، أن أو أيه وانسي موتلو .

## روابط خارجية
- موقع VitrA الرسمي